# Heilig-Hartziekenhuis (Roeselare)
Het Heilig-Hartziekenhuis was een katholiek ziekenhuis in de Belgische stad Roeselare. Samen met het ziekenhuis van de stad Menen vormde het de vzw Heilig-Hartziekenhuis Roeselare-Menen. Het Heilig-Hartziekenhuis was met ruim 700 bedden een van de twee grote ziekenhuizen in de stad, naast het Stedelijk Ziekenhuis Roeselare.

## Geschiedenis
Het ziekenhuis werd begin jaren 20 van de 20e eeuw opgericht in het zuiden van de stad door de Zusters Missionarissen van het Onbevlekte Hart van Maria, die er hun toekomstige missiezusters een opleiding gaven. Het Heilig-Hartziekenhuis werd na de Tweede Oorlog meer dan een halve eeuw geleid door zuster Laura Hoet. Het gebouw werd in de loop van de 20e eeuw meermaals uitgebreid met nieuwe vleugels. In 1987 fusioneerde het ziekenhuis met het nabijgelegen Maria's Rustoord. Dit was een voormalig rusthuis, in 1934 opgericht door de Zusters van Liefde uit Heule, maar ondertussen omgevormd tot een ziekenhuis.
In 2001 fusioneerde het Roeselaarse ziekenhuis met het AZ Menen in Menen, ontstaan uit het oude Sint-Jorishospitaal, en werd zo een onderdeel van het H.-Hartziekenhuis Roeselare-Menen.
Op 1 januari 2015 zijn het H.-Hartziekenhuis Roeselare-Menen en het Stedelijk Ziekenhuis Roeselare gefuseerd tot 1 ziekenhuis: AZ Delta.